# Nazizm a rasa
Nazizm a rasa – nazizm rozwinął kilka hipotez dotyczących pojęcia rasy. Naziści uważali, że udało im się naukowo opisać ścisłą hierarchię ras ludzkich. Za „rasę panów” uważali najczystszą genetycznie część Aryjczyków, która była definiowana przez nazistów jako tożsama z rasą nordycką. Kolejno w nazistowskiej hierarchii znajdowały się pozostałe pod-rasy aryjskiej rasy. Stosowanie ideologii rasowej, nigdy natomiast nie zostało zastosowane do realnych ras, lecz ograniczone do języka, gdyż ogromny odsetek nazistów miało korzenie słowiańskie, a ludność o korzeniach germańskich była też wśród osób polskojęzycznych, choć w mniejszym stopniu. Ponadto ludność o korzeniach słowiańskich, zamieszkiwała obszary o większym poparciu dla NSDAP (wschód Rzeszy).
Na dole hierarchii znajdowały się rasy „pasożytnicze” (pochodzenia innego niż aryjskie) oraz Untermenschen (tłum. podludzie), którzy byli postrzegani jako stanowiący zagrożenie dla społeczeństwa. W literaturze nazistowskiej termin Untermensch był używany w stosunku do Słowian, wliczając w to Rosjan, Serbów i etnicznych Polaków. Ideologia nazistowska uważała Słowian za główną niearyjską grupę, która nadawała się tylko do eksterminacji, zniewolenia bądź germanizacji językowej. Deklaracje o dyskryminacji Słowian nie znalazły jednak potwierdzenia w faktycznych działaniach, gdyż zarówno obszar zachodnich, jak i środkowych Niemiec był zamieszkiwany przez ludność słowiańską, niemieckojęzyczną, a ludność nordoidalna i celtoidalna mieszkała w zachodnich Niemczech Niemcy zabili około dwa miliony ludności słowiańskojęzycznej na terenie II RP, którzy nie byli Żydami, podczas działań wojennych, pożarów i straceń więźniów. Po Słowianach, najniżej ze wszystkich ras według nazistowskiej polityki rasowej znajdowali się Cyganie i Żydzi, których naziści uznali za Lebensunwertes Leben (tłum. życie niegodne życia) i zakładali ich eksterminację podczas Holocaustu i Porajmos. Pomimo tego wielu ludzi pochodzenia żydowskiego pracowało dla Hitlera. Nazywani Mischling (tłum. mieszaniec) lub „pół-Żydami”, byli często zatrudniani w Wehrmachcie, choć po 1940 roku nie mieli prawa służyć jako żołnierze. Amerykański historyk Bryan Mark Rigg twierdził, że około 150 000 ludzi pochodzenia żydowskiego pracowało dla niemieckiego wojska podczas II wojny światowej. Werner Goldberg, będący – według ustaw norymberskich – Mischlingiem był nawet obwołany przez niemieckie gazety „idealnym niemieckim żołnierzem”.
Niemiecki minister żywności i rolnictwa, Richard Walther Darré, urzędujący w latach 1933–1942, spopularyzował hasło Blut und Boden (tłum. krew i ziemia), będące jednym z wielu określeń znajdujących się w nazistowskim słowniku, wykorzystywanych do narzucenia społeczeństwu ideologii rasizmu.

## Ideologia nazistowskiego rasizmu

### Pochodzenie
Niszczycielskie skutki gospodarcze, po katastrofalnej przegranej Niemców w I wojnie światowej położyły fundamenty pod nazistowski rasizm, który początkowo był sposobem przeniesienia odpowiedzialności za porażkę. Ten powszechny utajony rasizm został podsycany i wykorzystywany przez nazistów.
Filozofowie i inni teoretycy współuczestniczyli w formułowaniu ideologii nazistowskiej. Związek Heideggera z nazizmem do dzisiaj należy do kontrowersyjnych tematów historii filozofii. Inny filozof, Emannuel Faye, zauważył, że Heidegger nazwał Spinozę słowami ein Fremdkörper in der Philosophie (tłum. obce ciało w filozofii), a także, że określenie Fremdkörper było nienaturalnym dla klasycznego języka niemieckiego terminem stworzonym przez nazizm. Jednakże Heidegger w pewnym stopniu krytykował naukę rasową, zwłaszcza w swoich wykładach o Nietzschem, gdzie odrzuca zupełnie ideę biologizmu. Filozof nawet w swoich najbardziej nacjonalistycznych dziełach ze wczesnych lat 30., takich jak jego niesławna przemowa rektorska, nie używa nazistowskiej nowomowy.
Carl Schmitt rozwijał filozofię prawa wychwalającą Führerprinzip oraz Niemców. Alfred Baeumler zinstrumentalizował filozofię Nietzschego, a w szczególności jego ideę „woli mocy”, w celu usprawiedliwienia nazizmu.

## Ideologia

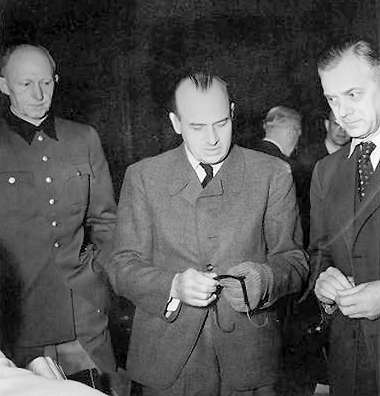
Alfred Rosenberg podczas procesu norymberskiego. L–P: Alfred Jodl, Hans Frank, Rosenberg

Alfred Rosenberg uważał, że rasa nordycka została stworzona przez Boga na „północnym centrum stworzenia, które bez postulowania rzeczywistego zatopionego kontynentu atlantyckiego możemy nazwać Atlantydą”, znajdującym się u północno-zachodnich wybrzeży Europy, rozciągając się na południe aż do Płaskowyżu Irańskiego/Persji (wliczając w to Iran, Afganistan oraz część Azji Centralnej), a także w Indiach, gdzie stworzyła aryjskie kultury zoroastryzmu i hinduizmu. Podobnie jak m.in. Madison Grant, uważał, że twórcza energia przedstawicieli rasy nordyckiej degeneruje w wyniku mieszania się z innymi rasami.
Wraz ze wzrostem władzy Hitlera, teoria nordycka stała się standardem w niemieckiej kulturze. W niektórych przypadkach koncept „rasy nordyckiej” stał się bardziej abstrakcyjną ideą, niż fizyczną kategorią rasową. Hermann Gauch napisał w 1933 roku, że fakt iż „ptaki można nauczyć lepiej mówić niż inne zwierzęta, tłumaczy się faktem, że ich jamy ustne są nordyckie w strukturze”. Dalej wnioskował, że „kształt nordyckich dziąseł pozwala na doskonalsze ruchy języka, co jest powodem, dla którego mowa nordycka i śpiew są bogatsze”.
Podobne poglądy były uważane za ekstremalne (książka Gaucha została zakazana w III Rzeszy), jednak bardziej mainstreamowa teoria rasy nordyckiej była zinstytucjonalizowana. Hans F. K. Günther, który wstąpił do NSDAP w 1932 roku uważany był za pioniera nazistowskiej myśli rasistowskiej – istoty teorii narodu nordyckiego. Większość oficjalnych komentarzy nazistów na temat rasy nordyckiej była oparta na pracach Günthera, który został odznaczony medalem przez Alfreda Rosenberga za swoją pracę w dziedzinie antropologii.
Fischer i Lenz także byli powołani na wysokie stanowiska nadzorujące politykę higieny rasy. Państwo nazistowskie wykorzystywało tezy o różnicach pomiędzy rasami europejskimi jako część swojej polityki dyskryminacji i przymusu, które osiągnęły apogeum w Holokauście. Günther twierdził, że Niemcy nie należą do czystej rasy nordyckiej i podzielił ich na pod-rasy: zachodnią (śródziemnomorską), nordycką, wschodnią (alpejską), wschodnio-bałtycką oraz dynarską. Uważał także, że Europejscy Żydzi w pewnym stopniu należeli wraz z Niemcami do rasy nordyckiej. Z tego właśnie powodu Hitler w późniejszym okresie starał się umniejszyć ważności idei rasy nordyckiej.
J. Kaup reprezentował ruch przeciwny do filozofii Günthera. Kaup uważał, że niemiecki naród, którego wszyscy obywatele w sensie populistycznym należeli do „rasy niemieckiej”, oferował wygodniejsze narzędzie socjotechniczne, niż idea zaproponowana przez Günthera idealnego typu nordyckiego, do której mogłaby się zaliczyć jedynie niewielka część Niemców. Prawodawstwo nazistowskie identyfikujące etniczne i rasowe pokrewieństwo Żydów odzwierciedla stosowany przez nich populistyczny koncept rasy. Dyskryminacja nie była skierowana tylko przeciwko Żydom, którzy należeli do „semicko-orientalnie-armenoidzkiej” rasy i/lub „nubijsko-afrykańskiej/negroidalnej”, ale była także skierowana przeciwko wszystkim członkom populacji żydowskiej.
Niemiecki dziennikarz żydowskiego pochodzenia Kurt Caro (1905–1979), który wyemigrował do Paryża w 1933 roku i służył w brytyjskiej amii od 1943 roku, opublikował książkę pod pseudonimem Manuel Humbert demaskującą Mein Kampf autorstwa Hitlera, klasyfikując rasowy skład populacji Żydów w Europie Środkowej: rasa lapońska 23,8%, rasa nordycka 21,5%, rasa armenoidalna 20,3%, rasa śródziemnomorska 18,4% oraz rasa orientalna 16,0%.
Przed wybuchem wojny Hitler porzucił retorykę rasy nordyckiej na rzecz idei, mówiącej że naród niemiecki jest zjednoczony poprzez cechy „duchowe”. Pomimo to, nazistowska eugenika nadal preferowała nordyków nad alpinidami i innymi rasami. Było to widoczne zwłaszcza w czasie wojny, podczas podejmowania decyzji na temat włączania ludności podbitych terenów do Rzeszy. Program Lebensborn miał na celu zwiększenie zasięgu rasy nordyckiej. W 1942 roku podczas prywatnej rozmowy Hitler powiedział:

Mój umysł nie osiągnie spokoju dopóki nie zasieję nasion krwi nordyckiej wszędzie tam, gdzie populacja wymaga regeneracji. Jeżeli podczas migracji, kiedy to wielkie prądy rasowe wywierały swoje wpływy, a nasi ludzie otrzymali tak zróżnicowany udział cech, które następnie rozkwitły do ich pełnej wartości tylko dzięki obecności jądra rasy nordyckiej.

Hitler i Himmler planowali wykorzystać SS jako podstawę do rasowej „regeneracji” Europy jaka miała nastąpić po ostatecznym zwycięstwie nazizmu. SS miało być rasową elitą wybraną na podstawie „czystych” cech nordyckich.

## Propaganda i implementacja teorii rasowych
Naziści stworzyli rozbudowany system propagandy w celu upowszechnienia nazistowskich teorii rasowych. Dla przykładu nazistowska architektura miała na celu stworzenie „nowego porządku” i udoskonalenie „rasy aryjskiej”. Sport był także widziany jako sposób na „regenerację rasy”, poprzez ukazywanie części członków społeczeństwa, a dokładniej Żydów, jako niechlujnych, prowadzących siedzący tryb życia i bez kondycji fizycznej. Stworzona w 1922 roku Hitler-Jugend wśród swoich podstawowych motywacji miała kształtowanie przyszłych „aryjskich supermenów” oraz żołnierzy, którzy wiernie walczyliby za III Rzeszę.
Także kina były wykorzystywane przez Propagandaministerium, na którego czele stał Joseph Goebbels, do promowania teorii rasowych. Niemieckie Muzeum Higieny (niem. Deutsches Hygiene-Museum) w Dreźnie również było ośrodkiem propagandy teorii rasowych i eugeniki. Plakat z 1934 roku prezentowany w muzeum przedstawia mężczyznę z wyraźnymi cechami afrykańskimi i podpisem „Gdyby ten mężczyzna został wysterylizowany, to nie urodziłoby się … 12 dziedzicznie chorych”, ale „to pomogło ukształtować pogląd na temat, które życia były wartościowe, a które bezwartościowe”.

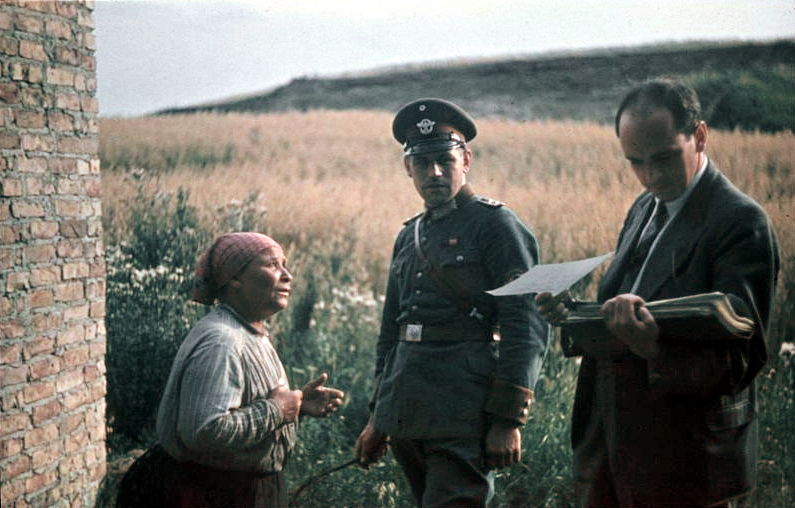
Cyganka z niemieckim funkcjonariuszem policji oraz nazistowskim psychologiem, dr Robertem Ritterem

Nazistowskie teorie rasowe szybko znalazły swoje odzwierciedlenie w prawodawstwie, a w szczególności w ustawach norymberskich z 1935 roku oraz ustawie o zapobieganiu narodzin potomstwa obciążonego chorobą dziedziczną z lipca 1933 roku. Akcja T4 „Eutanazja”, w której brała udział organizacja Kraft durch Freude (KdF, dosł. siła przez radość) brała na cel oskarżonych o prezentowanie swoją osobą zagrożenia „degeneracji” dla Deutsche Volk (tłum. naród niemiecki).
Zgodnie z nazistowskim prawem rasowym stosunki seksualne pomiędzy Aryjczykami (posiadaczami certyfikatu aryjskości), a nie-Aryjczykami, zwanymi także Rassenschande (tłum. zhańbienie rasy) podlegały karze. Aby zachować „rasową czystość” niemieckiej krwi po rozpoczęciu wojny, naziści rozszerzyli zakres obowiązywania prawa rasowego na wszystkich obcokrajowców (nie-Niemców).

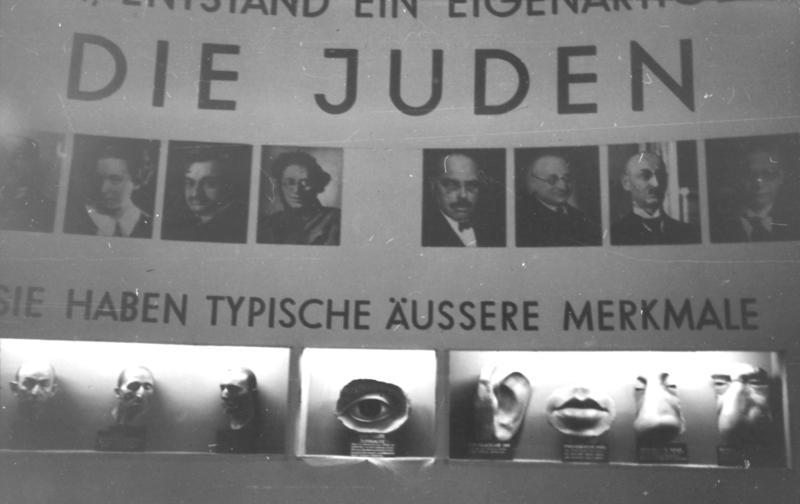
Fragment ekspozycji pt. Der ewige Jude (Wieczny Żyd) prezentującej „typowe” cechy anatomiczne Żydów

Nazistowski reżim wzywał wszystkich Niemców, którzy pragnęli zostać obywatelami III Rzeszy, aby okazali dowód swojego aryjskiego pochodzenia. Stosowano także wyjątki od tej reguły, ponieważ Hitler stworzył „Certyfikat Niemieckiej Krwi”, który mógł być nadany ludziom, których pochodzenie zostało zaklasyfikowane przez prawo rasowe jako częściowo aryjskie i częściowo żydowskie.
Podczas II wojny światowej w Europie centralnej i wschodniej prowadzone były działania germanizacyjne mające na celu wyeliminowanie ludzi „niemieckiej krwi” z tych regionów. Rozpoczęto klasyfikację ludności w ramach Volkslisty. Wybrani na listę byli albo germanizowani, albo zabijani żeby nie dopuścić do tego aby „niemiecka krew” została użyta przeciwko nazistom.

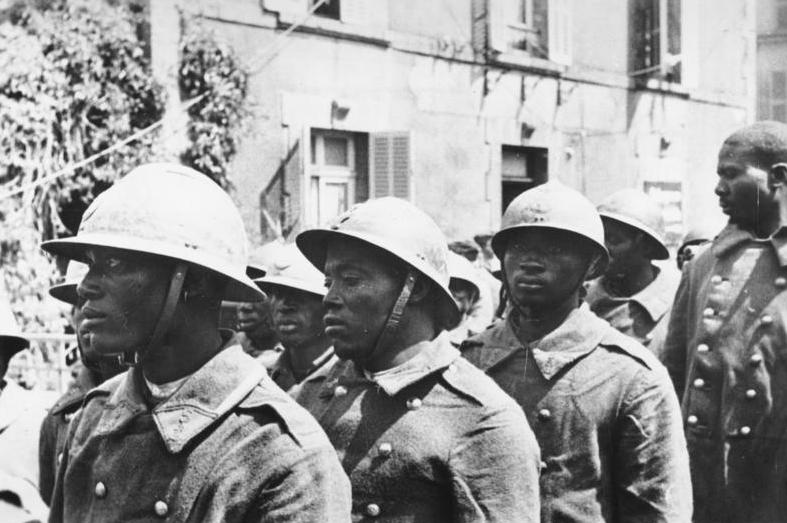
Niemcy pojmali około 120000 jeńców wojennych z rządzonych przez Francję regionów Afryki, jednak w przeciwieństwie do jeńców francuskich, nie zostali oni deportowani do Niemiec, z obawy przed zhańbieniem rasy.

W niektórych regionach Polski Polacy byli masowo mordowani albo usuwani, aby stworzyć przestrzeń dla Niemców bałtyckich, którzy zostali wyznaczeni do emigracji po zawarciu paktu z ZSRR. Poczyniono także wysiłki mające na celu identyfikację ludzi niemieckiego pochodzenia oraz o nordyckich cechach wśród przedwojennych obywateli Polski. Wytypowany nieletni, jeśli przeszedł test procesu selekcyjnego i został uznany za „rasowo wartościowego”, a następnie zostawał porwany od swoich rodziców, poddawany był germanizacji i wysłany do Niemiec, gdzie wychowywany był przez Niemców. Te dzieci, które nie przeszły testów rasowych były wykorzystywane w eksperymentach medycznych lub jako niewolnicy w niemieckim przemyśle.
Zachodnie kraje, takie jak Francja, były traktowane mniej okrutnie, ponieważ były postrzegane jako rasowo lepsze niż „podludzie” Polacy, których należało zamienić w niewolników i eksterminować; jednak mieszkańcy tych państw nie byli tak wartościowi jak Niemcy. Przez przeciętnego Niemca zawiłość kategorii rasowych była sprowadzana do idei „wschód jest zły, a zachód akceptowalny”. Jednakże szeroko zakrojona klasyfikacja rasowa była prowadzona także we Francji, dla przyszłych zastosowań.